# Cleistocactus varispinus
Cleistocactus varispinus är en kaktusväxtart som beskrevs av Friedrich Ritter. Cleistocactus varispinus ingår i släktet Cleistocactus, och familjen kaktusväxter. Inga underarter finns listade i Catalogue of Life.